# 扎庫班卡
50°35′57″N 33°37′12″E / 50.59917°N 33.62000°E
扎庫班卡（烏克蘭語：Закубанка）是位於烏克蘭東北部的村莊，由蘇梅州羅姆內區的安德里亞希夫卡市鎮負責管轄。該村處於波皮夫希納和薩漢西克之間，2001年該村落人口17。